# 토미 드리머
타미 드리머(Tommy Dreamer, 1971년 2월 14일 ~ )는 미국의 프로레슬링선수다. 피니쉬는 드리머 DDT(플로윙 DDT), 타미호크(인버티드 크루픽스 커터), 스피콜리 드라이버/드리머 드라이버(데스 벨리 드라이버)이다. 1989년 프로레슬링 입문했다.
과거 ECW에서 큰 활약을 하였으며 ECW에서 매우 강력한 모습을 보였으며 2000년에는 ECW 월드 헤비급 챔피언에 등극하였다. 2001년 ECW가 WWE에 흡수되고 나서는 WWE의 RAW 브랜드에서 활동하게 된다. 러에서는 과거 ECW에서의 강력한 모습과는 달리 많이 지는 기믹으로 나왔었다. 2002년에는 머리카락, 화장실 변기물, 담뱃제 등등 이상한 것을 먹거나 양동이에 자신의 구토를 모아서 경기를 할 때 그 양동이를 가지고 나오는 이상한 기믹도 했었다.
이후 WWE에서 안보이다가 2006년 WWE의 ECW의 브랜드가 탄생되었을 때부터 ECW의 브랜드에서 오리지널 ECW 멤버로 꾸준한 활약을 한다. 레슬매니아 23에서 랍 밴 댐, 샌드맨, 사부 (프로레슬링 선수)와 함께 팀을 이루어 뉴 ECW 팀과 경기를 하여 승리를 하기도 하였고 2009 익스트림 룰스에서는 WWE버전 ECW 챔피언에 등극하기도 하였다.
2010년 WWE에서 은퇴하였고 이후 TNA에서 1년간 활동을 했었다.

## 신체 사항
키 198cm
몸무게 149kg

## 수상
- ECW 월드 헤비웨이트 챔피언 2회
- ECW 월드 태그팀 챔피언 3회
- WWE 하드코어 챔피언 14회